# Yurre
Yurre (oficialmente en euskera: Igorre) es una anteiglesia y municipio español perteneciente a la provincia de Vizcaya, en la comunidad autónoma del País Vasco. Tiene una altitud aproximada de 90 m. Es la capital de la comarca de Arratia-Nervión.

## Toponimia
Se cree que Yurre es un fitónimo proveniente de la lengua vasca, aunque su significado es problemático. Lo más habitual suele ser relacionarlo con zihaurri, nombre en lengua vasca de la planta denominada yezgo. Otros como Luis M.ª Mujika opinan que Yurre proviene de la palabra inhaurri, que significa 'brezo'. 
Yurre se trata de un topónimo bastante común en el País Vasco; además de este municipio de Vizcaya, hay un pueblo de Álava denominado también Yurre, el principal barrio de Olaberría (Guipúzcoa) se llama Yurre y otro municipio de Vizcaya, se denomina Yurreta, topónimo en cuya raíz parece figurar la misma palabra. Sin embargo todos estos lugares se llaman también en lengua vasca Iurre-, mientras que el municipio vizcaíno de Yurre recibe en lengua vasca un nombre diferente: Igorre.
No se sabe por tanto si Igorre, nombre en lengua vasca de la población, es fruto de una evolución fonética local del topónimo primitivo I( )urre -> Ig(u)rre -> Igorre, o si se trata de un topónimo con un origen etimológico diferente que al ser transcrito del euskera al castellano fue asimilado al topónimo Yurre/Iurre.
Históricamente el nombre castellano ha sido el oficial. En 1981 el ayuntamiento adoptó el nombre vasco de la localidad como única denominación oficial.

## Geografía
Limita al norte con Vedia y Lemona, al Nordeste con Amorebieta, al Sudeste con Dima,
al sur con Aránzazu y al oeste con Ceberio.
Es bañado por dos ríos, el río Arratia y su afluente el Indusi.
Yurre se extiende por una llanura central en medio de un lugar muy accidentado 
(sin llegar a ser cimas altas),en cuyo centro confluyen los ríos Indusi y Arratia,
siendo allí donde se produce una depresión en el terreno.

## Historia

### Presencia Humana en Yurre Durante la Prehistoria
La presencia humana en Yurre se remonta al Paleolítico Superior (9000 a. C.), según indican los restos hallados en la cueva de Geretalegoateko Atxa. Esta cueva fue utilizada con distintos fines, habitación y enterramiento, durante un largo periodo de tiempo. Más tardío, del periodo Eneolítico, es el resto humano descubierto en la gruta de Atxarte, ubicada en el lado meridional de la sierra de Aramotz. Para entonces, la población había evolucionado de la caza al pastoreo. Desde este momento prehistórico,el municipio ha sido continuamente habitado por el hombre.

### Influencia Romana en Yurre
En la primera cueva también se han hallado restos del siglo IV (final del Imperio Romano), que evidencian la actividad agrícola característica de la época y la influencia de la cultura latina.

### Desarrollo de los Núcleos Poblacionales en la Baja Edad Media
Durante la Baja Edad Media (siglos XI-XV) se consolidaron varios núcleos en la zona, entre ellos Elexalde, Elgetxu y Urkizu, además de los asentamientos formados en torno a la ermita-parroquia de Santa Lucía y San Cristóbal. En este último, se han identificado enterramientos cristianos cercanos al templo, construido entre los siglos XI y XII.
En el siglo XIII, la condición parroquial pasó de Santa Lucía a la nueva iglesia de Nuestra Señora de Elexalde. No obstante, Santa Lucía continuó siendo un punto relevante debido al camino de herradura que la atravesaba y conectaba Aramotz con Dima y Vitoria. Para facilitar el tránsito de los viajeros, se erigieron varias ermitas y advocaciones, entre ellas la de San Cristóbal en la ermita de Santa Lucía y la de Santa María de Aramotz, hoy desaparecida.
Con el abandono del camino, parte de la población de Santa Lucía descendió al valle de Elexalde, un área llana y próxima a los ríos Arratia e Indusi, lo que favoreció el desarrollo agrícola.
En 1208 fue edificada la iglesia de Santa María, quedando la antigua parroquia de Santa Lucía de Elgetzu, erigida en el siglo X, como eremitorio. La nueva parroquia ocupaba un lugar central en el nuevo núcleo, el cual se formó a lo largo de los caminos que allí confluían. La parroquia de Santa María en su conjunto alberga una nave originaria gótica y dos naves laterales consecuencia de ampliaciones, crucero y cabecera pertenecientes a los estilos artísticos de las épocas barroca y neoclásica. A esto hay que añadir el campanario.

### Conflictos Feudales y el Dominio de los Abendaño en la Edad Media y Moderna
Durante la Edad Media, los abusos y las disputas entre los señores feudales o jauntxos (Ugarte, Ubiritxaga, Irazabal...) fueron constantes, destacando especialmente los conflictos con la casa de los Zumeltzu. Ante esta situación, la población buscó el apoyo de los Abendaño de Álava, liderados por Pedro Ortiz de Abendaño.
A su llegada, los Abendaño destruyeron la casa de los Zumeltzu en el siglo VIII, aunque esta fue reconstruida posteriormente por Sancho Díaz de Noreña, cerca de la iglesia de San Andrés. En el mismo lugar, los Abendaño levantaron la torre de Urkizu, consolidando su dominio sobre la región. Con el tiempo, estos nobles se convirtieron en los jauntxos más poderosos del sur de Vizcaya, ejerciendo su control sobre el valle de Arratia hasta el siglo XVII. Su influencia se fortaleció mediante alianzas matrimoniales con la nobleza castellana, como la casa Manrique, y a través del patronato de iglesias realengas, entre ellas Santa María de Yurre y San Andrés de Zumeltzu.
Sin embargo, en el siglo XVIII, los Abendaño fueron derrotados por los notables de Yurre. La muerte de su líder, Diego de Abendaño, sin descendencia masculina, marcó el declive de la familia. Tras la muerte de su primogénita sin hijos, la heredad pasó a su nieta, la condesa de Escalante, quien residía fuera y delegó la gestión en administradores hasta el siglo XIX.
Paralelamente, el poder de las anteiglesias y de los notables se fortaleció con la promulgación del Fuero Nuevo de 1526. Yurre tuvo representación en las Juntas de Gernika, ocupando el asiento y voto número 65 desde 1558 hasta 1877.

### Gobierno Local y Administración en Yurre
En Yurre, la administración de la anteiglesia estaba a cargo de un fiel titular y un suplente, quienes ejercían sus funciones durante un año. Estos cargos se encargaban de supervisar las cuentas del municipio, regular las medidas de peso y volumen (utilizando el peso real del consejo, conocido como quintal), fijar el precio del vino en las tabernas cada cinco días y controlar el comercio del pan.
Durante las festividades y funciones religiosas en San Cristóbal, los fieles llevaban varas altas y grilletes, pues tenían derecho de prisión. Estos grilletes se colgaban de la rama de un árbol durante toda la jornada como advertencia, con el propósito de disuadir altercados y mantener el orden.
Las reuniones del consejo local, donde participaban el alguacil, el alcalde (o juez) y la mayoría de los caseros de la zona, se realizaban tras la misa del domingo en los alrededores de la iglesia de Nuestra Señora de Elexalde.
Para representar a Yurre en las Juntas de Gernika era necesario saber leer y escribir, una habilidad poco común en la localidad, lo que dificultaba su participación en dichas asambleas.
Los fieles eran siempre notables, los antiguos jauntxos habitantes de casas-torres, de entre los que destacaron los Ugarte y Ubiritxaga. También se alzaron nuevas casas enriquecidas por el comercio, como las de Galarza y Egía. Esta última, con Juan de Egía, consiguió el patronazgo de la ermita de San Juan Bautista del emperador Carlos V.
Transición del poder y cambios sociales en los siglos XVIII y XIX
A partir de los enlaces entre la antigua nobleza y los nuevos notables surgieron figuras clave del siglo XIX, como los Vildosola-Alcalá Galiano y el marqués de Casa Torre. Los primeros, de origen andaluz, obtuvieron el título de condes de Real Aprecio por sus servicios a la Corona.
Los jauntxos tenían el control sobre la designación de cargos eclesiásticos dentro de sus señoríos, los cuales solían recaer en los segundones de la familia para consolidar su influencia. En el caso de los Abendaño, estos segundones preferían puestos con mayores rentas, por lo que se otorgaban cargos a personas externas, pero leales a la casa. Sin embargo, en el siglo XVIII, la Iglesia promovió una mayor dedicación de sus clérigos a asuntos religiosos en lugar de intereses materiales. Como resultado, los párrocos pasaron a residir en casas curales sin la compañía de sus familias y dejaron de pertenecer exclusivamente a la nobleza o los notables.
A comienzos del siglo XIX, la reducción de rentas y el origen más popular del clero vasco llevaron a su apoyo a las guerras carlistas, donde el campesinado, empobrecido por la acumulación de deudas y la pérdida de propiedades, protestó contra los abusos de los poderosos.
Uno de los cambios más significativos ocurrió a mediados del siglo XIX con la abolición de los diezmos, lo que representó un duro golpe para la Iglesia, aunque logró conservar su poder social hasta tiempos recientes. Este periodo marcó la transición del Antiguo Régimen hacia una sociedad moderna, culminando con la industrialización en la década de 1960. Sin embargo, este proceso fue tardío y dependió de inversores externos, atraídos por la proximidad de Yurre a otras áreas ya industrializadas.
Evolución política de Yurre en el siglo XX
La actividad política de Yurre a lo largo del siglo XX siguió un patrón similar al de otros municipios cercanos. En las primeras décadas, la vida pública estuvo dominada por caseros, artesanos y pequeños comerciantes, quienes se alineaban con corrientes ideológicas como el carlismo (jaimistas). Con el tiempo, estos sectores fueron cediendo protagonismo a los partidos nacionalistas, cuya influencia creció hasta la caída de la Segunda República.
Con la llegada de la democracia, la estructura política local no sufrió grandes cambios en cuanto a la tipología de los partidos predominantes. Paralelamente, Yurre comenzó a consolidarse como un núcleo de referencia en la comarca, asumiendo un papel más relevante en la organización regional.

## Demografía
Yurre cuenta con una población de 4330 habitantes (INE 2024).
| Gráfica de evolución demográfica de Yurre entre 1842 y 2021 |
| |
| Población de derecho según los censos de población del INE Población de hecho según los censos de población del INEEn estos censos se denominaba Yurre: 1842, 1857, 1860, 1877, 1887, 1897, 1900, 1910, 1920, 1930, 1940, 1950, 1960, 1970 y 1981 |

### Población por núcleos
Desglose de población según el Padrón Continuo por Unidad Poblacional del INE.
| Núcleos      | Habitantes (2014) | Varones | Mujeres |
| ------------ | ----------------- | ------- | ------- |
| Basauntz     | 109               | 53      | 56      |
| Elexalde     | 2406              | 1192    | 1214    |
| San Juan     | 279               | 141     | 138     |
| Santa Lucía  | 130               | 69      | 61      |
| Urkizu       | 164               | 79      | 85      |
| Sabino Arana | 616               | 293     | 323     |
| Olabarri     | 543               | 253     | 290     |

## Administración y política

### Gobierno municipal
| Periodo   | Nombre              | Partido | Partido                                                      |
| --------- | ------------------- | ------- | ------------------------------------------------------------ |
| 1979-1987 | José Ramon Bustinza |         | Euzko Alderdi Jeltzalea-Partido Nacionalista Vasco (EAJ-PNV) |
| 1987-1999 | José Miguel Aldekoa |         | Euzko Alderdi Jeltzalea-Partido Nacionalista Vasco (EAJ-PNV) |
| 1999-2007 | José Luis Ipiñazar  |         | Euzko Alderdi Jeltzalea-Partido Nacionalista Vasco (EAJ-PNV) |
| 2007-2011 | Galder Olivares     |         | Eusko Abertzale Ekintza-Acción Nacionalista Vasca (EAE-ANV)  |
| 2011-2015 | Beinat Anzola       |         | Bildu                                                        |
| 2015-2019 | Beinat Anzola       |         | Euskal Herria Bildu (EH Bildu)                               |
| 2019-2023 | Illart Gumuzio      |         | Euskal Herria Bildu (EH Bildu)                               |
| 2023-act. | Olatz Urkiza Atutxa |         | Euzko Alderdi Jeltzalea-Partido Nacionalista Vasco (EAJ-PNV) |

| Partido político                                              | 2023  | 2023  | 2023       | 2019  | 2019  | 2019       | 2015  | 2015  | 2015       | 2011  | 2011  | 2011       | 2007  | 2007  | 2007       |
| Partido político                                              | %     | Votos | Concejales | %     | Votos | Concejales | %     | Votos | Concejales | %     | Votos | Concejales | %     | Votos | Concejales |
| Euzko Alderdi Jeltzalea-Partido Nacionalista Vasco (EAJ-PNV)  | 50,95 | 1064  | 6          | 46,86 | 1090  | 5          | 44,76 | 1013  | 5          | 39,60 | 982   | 5          | 42,52 | 1035  | 5          |
| Euskal Herria Bildu (EH Bildu)-Bildu                          | 44,44 | 928   | 5          | 48,36 | 1125  | 6          | 49,80 | 1127  | 6          | 47,26 | 1172  | 5          | —     | —     | —          |
| Elkarrekin Podemos-Ezker Anitza-IU-Ezker Batua-Berdeak (EB-B) | 0,86  | 18    | 0          | —     | —     | —          | —     | —     | —          | —     | —     | —          | 1,44  | 35    | 0          |
| Partido Socialista de Euskadi-Euskadiko Ezkerra (PSE-EE PSOE) | 1,53  | 32    | 0          | 2,40  | 56    | 0          | 2,43  | 55    | 0          | 2,22  | 55    | 0          | 2,71  | 66    | 0          |
| Partido Popular del País Vasco (PP)                           | 0,67  | 14    | 0          | 0,81  | 19    | 0          | 1,24  | 28    | 0          | 1,17  | 29    | 0          | 1,81  | 44    | 0          |
| Independientes                                                | —     | —     | —          | —     | —     | —          | —     | —     | —          | 8,31  | 206   | 1          | 14,34 | 349   | 2          |
| Eusko Abertzale Ekintza-Acción Nacionalista Vasca (EAE-ANV)   | —     | —     | —          | —     | —     | —          | —     | —     | —          | —     | —     | —          | 30,20 | 735   | 4          |
| Eusko Alkartasuna (EA)                                        | —     | —     | —          | —     | —     | —          | —     | —     | —          | —     | —     | —          | 5,83  | 142   | 0          |

#### Evolución de la deuda viva municipal
El concepto de deuda viva contempla solo las deudas con cajas y bancos relativas a créditos financieros, valores de renta fija y préstamos o créditos transferidos a terceros, excluyéndose, por tanto, la deuda comercial. La deuda viva municipal por habitante en 2014 ascendía a 204,85 €.
| Gráfica de evolución de la deuda viva del Ayuntamiento entre 2008 y 2023                         |
|                                                                                                  |
| Deuda viva del Ayuntamiento de Igorre, en miles de euros, según datos del Ministerio de Hacienda |

## Fiestas
Fiestas patronal en honor de San Antonio el día 13 de junio.

## Personas destacadas
- Silvestre Elezkano, "Txilibrin" (n. 1912-2003), albokari y trikitrilari
- Iban Mayo (n. 1977), ciclista
- Beñat Etxebarria Urkiaga (n. 1987), futbolista